# Giro di Sardegna 1964
Il Giro di Sardegna 1964, settima edizione della corsa, si svolse dal 1º al 6 marzo 1964 su un percorso di 1084 km, suddiviso su 6 tappe, la quinta suddivisa su due semitappe, con partenza da Roma e arrivo a Sassari. La vittoria fu appannaggio dell'italiano Vittorio Adorni, che completò il percorso in 30h11'49", precedendo l'olandese Huub Zilverberg ed il connazionale Guido De Rosso.

## Tappe
| Tappa  | Data     | Percorso                       | km   | Vincitore di tappa | Leader cl. generale |
| ------ | -------- | ------------------------------ | ---- | ------------------ | ------------------- |
| 1ª     | 1º marzo | Roma > Napoli                  | 225  | Adriano Durante    | Adriano Durante     |
| 2ª     | 2 marzo  | Oristano > Cagliari            | 108  | Antonio Bailetti   | Edgard Sorgeloos    |
| 3ª     | 3 marzo  | Cagliari > Nuoro               | 208  | Franco Cribiori    | Vittorio Adorni     |
| 4ª     | 4 marzo  | Nuoro > Olbia                  | 133  | Rik Van Looy       | Vittorio Adorni     |
| 5ª-1   | 5 marzo  | Olbia > Santa Teresa Gallura   | 61   | Roland Zöffel      | Vittorio Adorni     |
| 5ª-2   | 5 marzo  | Santa Teresa Gallura > Alghero | 186  | Joseph Planckaert  | Vittorio Adorni     |
| 6ª     | 6 marzo  | Alghero > Sassari              | 163  | Danilo Ferrari     | Vittorio Adorni     |
| Totale | Totale   | Totale                         | 1084 |                    |                     |

## Dettagli delle tappe

### 1ª tappa
- 1º marzo: Roma > Napoli – 225 km

Risultati
| Pos. | Corridore         | Squadra    | Tempo    |
| ---- | ----------------- | ---------- | -------- |
| 1    | Adriano Durante   | Legnano    | 5h26'30" |
| 2    | Italo Mazzacurati | Salvaranai | s.t.     |
| 3    | Franco Cribiori   | Gazzola    | s.t.     |

| Pos. | Corridore       | Squadra | Tempo |
| ---- | --------------- | ------- | ----- |
| 1    | Adriano Durante | Legnano | ?     |

### 2ª tappa
- 2 marzo: Oristano > Cagliari – 108 km

Risultati
| Pos. | Corridore        | Squadra | Tempo    |
| ---- | ---------------- | ------- | -------- |
| 1    | Antonio Bailetti | Carpano | 2h54'16" |
| 2    | Raffaele Marcoli | Legnano | a 19"    |
| 3    | Guido Carlesi    | Gazzola | s.t.     |

| Pos. | Corridore        | Squadra | Tempo |
| ---- | ---------------- | ------- | ----- |
| 1    | Edgard Sorgeloos | Solo    | ?     |

### 3ª tappa
- 3 marzo: Cagliari > Nuoro – 208 km

Risultati
| Pos. | Corridore       | Squadra   | Tempo    |
| ---- | --------------- | --------- | -------- |
| 1    | Franco Cribiori | Gazzola   | 6h06'36" |
| 2    | Aldo Moser      | Lygie     | s.t.     |
| 3    | Vittorio Adorni | Salvarani | s.t.     |

| Pos. | Corridore       | Squadra   | Tempo |
| ---- | --------------- | --------- | ----- |
| 1    | Vittorio Adorni | Salvarani | ?     |

### 4ª tappa
- 4 marzo: Nuoro > Olbia – 133 km

Risultati
| Pos. | Corridore       | Squadra   | Tempo    |
| ---- | --------------- | --------- | -------- |
| 1    | Rik Van Looy    | Solo      | 3h34'50" |
| 2    | Dino Bruni      | Gazzola   | s.t.     |
| 3    | Vittorio Adorni | Salvarani | s.t.     |

| Pos. | Corridore       | Squadra   | Tempo |
| ---- | --------------- | --------- | ----- |
| 1    | Vittorio Adorni | Salvarani | ?     |

### 5ª tappa, 1ª semitappa
- 5 marzo: Olbia > Santa Teresa Gallura – 61 km

Risultati
| Pos. | Corridore            | Squadra   | Tempo    |
| ---- | -------------------- | --------- | -------- |
| 1    | Roland Zöffel        | Cynar     | 1h33'30" |
| 2    | Vendramino Bariviera | Carpano   | a 40"    |
| 3    | Vito Taccone         | Salvarani | s.t.     |

| Pos. | Corridore       | Squadra   | Tempo |
| ---- | --------------- | --------- | ----- |
| 1    | Vittorio Adorni | Salvarani | ?     |

### 5ª tappa, 2ª semitappa
- 5 marzo: Santa Teresa Gallura > Alghero – 186 km

Risultati
| Pos. | Corridore         | Squadra  | Tempo    |
| ---- | ----------------- | -------- | -------- |
| 1    | Joseph Planckaert | Flandria | 5h31'20" |
| 2    | Willy Bocklant    | Flandria | s.t.     |
| 3    | Edgard Sorgeloos  | Solo     | s.t.     |

| Pos. | Corridore       | Squadra   | Tempo |
| ---- | --------------- | --------- | ----- |
| 1    | Vittorio Adorni | Salvarani | ?     |

### 6ª tappa
- 6 marzo: Santa Teresa Gallura > Alghero – 163 km

Risultati
| Pos. | Corridore        | Squadra  | Tempo    |
| ---- | ---------------- | -------- | -------- |
| 1    | Danilo Ferrari   | I.B.A.C. | 4h52'45" |
| 2    | Willy Schroeders | Solo     | s.t.     |
| 3    | Antonio Manca    | Molteni  | s.t.     |

| Pos. | Corridore       | Squadra   | Tempo     |
| ---- | --------------- | --------- | --------- |
| 1    | Vittorio Adorni | Salvarani | 30h11'49" |
| 2    | Huub Zilverberg | Flandria  | a 33"     |
| 3    | Guido De Rosso  | Molteni   | a 1'26"   |

## Classifiche finali

### Classifica generale
| Pos. | Corridore          | Squadra        | Tempo     |
| ---- | ------------------ | -------------- | --------- |
| 1    | Vittorio Adorni    | Salvarani      | 30h11'49" |
| 2    | Huub Zilverberg    | Flandria-Romeo | a 33"     |
| 3    | Guido De Rosso     | Molteni        | a 1'26"   |
| 4    | Antonio Bailetti   | Carpano        | a 1'35"   |
| 5    | Vito Taccone       | Salvarani      | a 2'14"   |
| 6    | Giancarlo Ferretti | Legnano        | a 3'58"   |
| 7    | Guido Carlesi      | Gazzola        | a 5'12"   |
| 8    | Marino Vigna       | Gazzola        | a 5'22"   |
| 9    | Diego Ronchini     | Cynar          | s.t.      |
| 10   | Carlo Chiappano    | Legnano        | s.t.      |